# Take Me Home Tonight
"Take Me Home Tonight" é uma canção de rock do cantor norte-americano Eddie Money, do seu álbum Can't Hold Back, lançado em 1986. Foi lançada como um single e atingiu a 4ª posição no Billboard Hot 100 e a 1ª no Hot Mainstream Rock Tracks.